# 佩洛光鰓魚
佩洛光鰓魚（學名：Chromis pelloura），又稱佩洛光鰓雀鯛，是輻鰭魚綱鱸形目雀鯛科光鰓魚屬的其中一種，分布於西印度洋紅海阿卡巴灣海域，深度30至50公尺，體長可達14公分，棲息在外海礁坡，以浮游生物為食，繁殖期時成對出現，雄魚會守護卵直到孵化，生活習性不明。